# St Patrick's Catholic Church, Binalong
St Patrick's Catholic Church (svenska: S:t Patricks katolska kyrka) är en kyrka belägen i Binalong i New South Wales i Australien som tillhör den romersk-katolska kyrkan. Kyrkan byggdes 1911 för att ersätta byns tidigare katolska kyrka St Peter & Paul's Roman Catholic Church som byggdes 1861. I området runt kyrkan fanns även en prästgård, kloster samt en skola. Då kyrkan restaurerades 2003 såldes prästgården i syfte att dels betala för restaureringen, och även delstatens regering bidrog med 20 000 australiska dollar (AUD) (cirka 140 000 SEK).